# Fort et habitation de Denys
Le fort / habitation de Denys est un lieu historique national situé dans le hameau de Petit-Shippagn, Sainte-Cécile, au Nouveau-Brunswick (Canada).

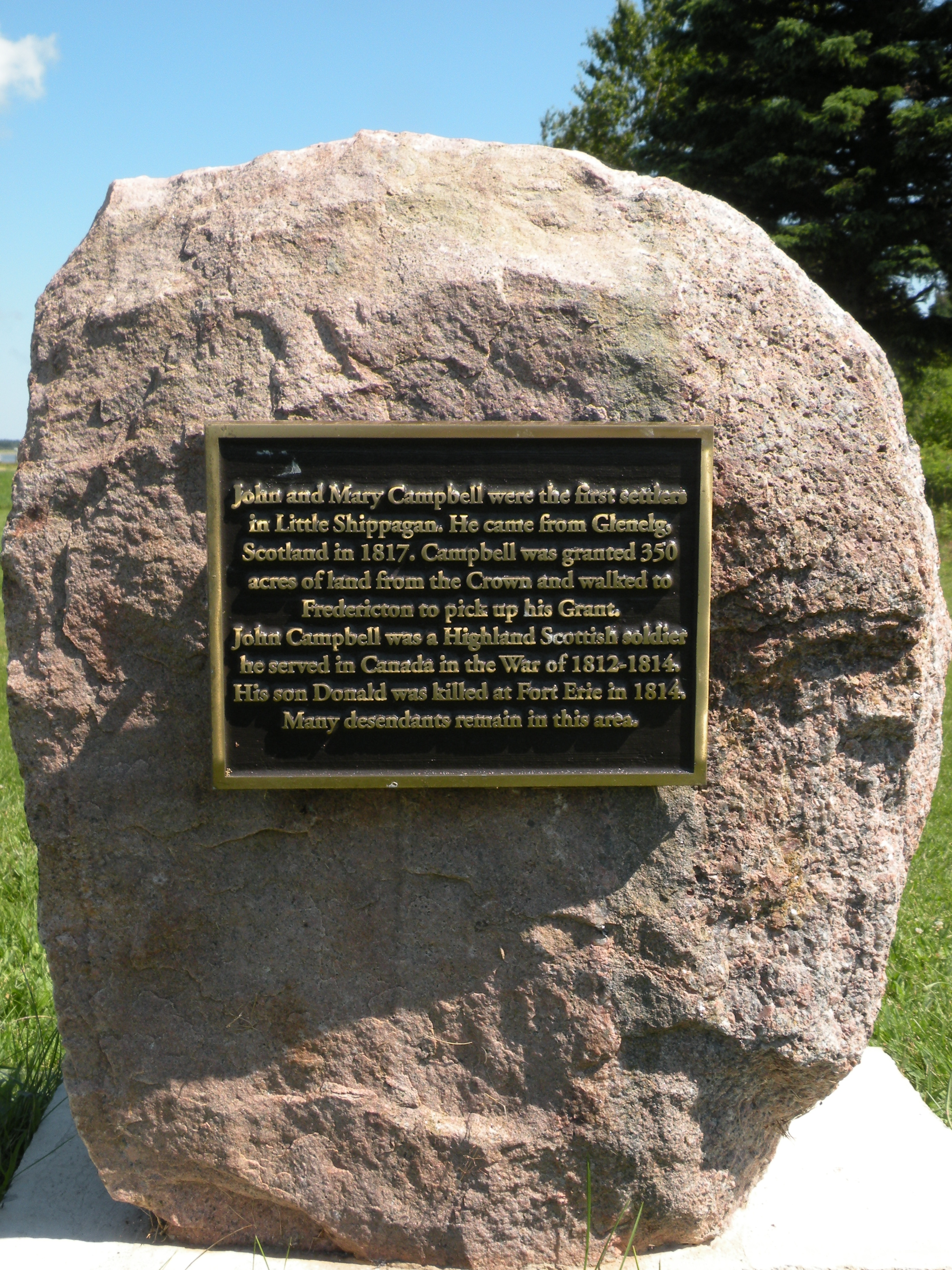
Monument à John et Mary Campbell, installé au même endroit.